# چارلز کریستوفر آدامز
چارلز کریستوفر آدامز (انگلیسی: Charles Christopher Adams؛ ۲۳ ژوئیه ۱۸۷۳ – ۲۲ مه ۱۹۵۵) یک دانشمند در زمینه جانورشناسی اهل ایالات متحده آمریکا بود.